# Клибанов, Александр Ильич
Алекса́ндр Ильи́ч Клиба́нов (14 [27] ноября 1910, Борисов, Минская губерния, Российская империя — 23 мая 1994, Москва, Россия) — советский и российский историк, религиовед, источниковед. Доктор исторических наук, профессор. Создатель школы исследователей религиозно-общественных движений в России, крупный специалист по проблеме реформационных движений в России, один из видных разработчиков темы народной социальной утопии. Автор трудов по истории религии и сектантства в России, которые переведены на английский, итальянский, немецкий, китайский и другие языки. Лауреат Государственной премии СССР (1983) и премии имени Б. Д. Грекова (1980).

## Биография
Родился в семье врача в городе Борисове Минской губернии Российской империи, но с раннего детства рос в Санкт-Петербурге.
В 1932 году окончил факультет общественных наук Ленинградского государственного университета.
В 1932 года стал работать научным сотрудником Антирелигиозного музея.
В 1932–1934 годах — заведующий отделом агитации и пропаганды ленинградского отделения Союза воинствующих безбожников, ответственный редактор и уполномоченный по Ленинграду Государственного антирелигиозного издательства.
В 1934 году стал преподавателем Коммунистического политико-просветительского института имени Н. К. Крупской.
В 1935 году защитил диссертацию на соискание учёной степени кандидата исторических наук по теме «Меннонитская колонизация на юге России в XVIII—XIX вв.».
В 1936 году арестован по делу своего научного руководителя, директора Института антропологии и этнографии АН СССР Николая Маторина и за «контрреволюционную троцкистскую деятельность» приговорён Особым совещанием при НКВД СССР к пяти годам исправительно-трудового лагеря.
После освобождения в 1942 году преподавал историю в Омской области, затем до 1945 года был доцентом и с 1943 года заведующим кафедрой истории СССР в Красноярском педагогическом институте.
В 1946–1947 годах — заместитель директора Музея истории религии АН СССР в Москве (бывш. Центральный антирелигиозный музей).
В 1947 году принят на работу в Институт истории АН СССР, но в 1948 году арестован по-прежнему обвинению и приговорён к десяти годам исправительно-трудового лагеря. Освобождён в 1954 году, а через год реабилитирован.
В 1954 году восстановлен на работе в Институте истории, где проработал до 1993 года пройдя путь от научного сотрудника до старшего и ведущего научного сотрудника.
Похоронен на Востряковском кладбище.

## Награды
- Лауреат премии имени Б. Д. Грекова (1980)[1] («за монографию „Народная социальная утопия в России“»[4])
- Лауреат Государственной премии СССР (1983)[1][2]  («за цикл работ по истории религии и русского народного   свободомыслия XIV—XIX вв., опубликованных в 1960-1978 гг»)[3]

## Научная деятельность
В 1959–1961 годах являлся руководителем экспедиции по изучению религиозной обстановки в Воронежской, Липецкой, Пензенской и Тамбовской областях.
Занимался изучением ересей XIV — XVI веков (стригольники, жидовствующие), а также исихазма, иосифлян и нестяжателей, а также учения идеологов и основоположников крестьянских социально-утопических сообществ XIX века. Считал, что ереси зародились на рубеже XIII-XIV веков, в то время, когда в среде низшего духовенства и мирян начали стихийно распространяться антицерковные настроения. Он обосновал типологическую близость русских ересей и сектантства второй половины XVII – XX веков с западноевропейскими течениями Реформации, считая их «вторым изданием».
Им был введён в научный оборот ряд новых исторических источников: «Написание о грамоте» (конец XV – первая половина XVI вв.), а также глоссы на полях книг из библиотеки Ивана Чёрного (конец XV века) и сочинения, принадлежащие такому течению духовных христиан, как молокане.
Является одним из первых отечественных историков, кто сделал попытку представить всестороннее описание духовной культуры Русского государства XV–XVI веков от низшего уровня сельского церковного прихода до таких общественных деятелей, как Ермолай-Еразм, Епифаний Премудрый, Зиновий Отенский, Максим Грек, Ф. И. Карпов и И. С. Пересветов. Установил авторскую принадлежность ряда сочинений Ермолая-Еразма, Максима Грека, Зиновия Отенского, Андрея Курбского и других.
Клибанов полагал, что русская святость, для которой основой этики выступало непротивление злу насилием, являлась духовным началом русского народа и его исторического существования. Он исследовал развитие идеи «самовластия» и полемику, возникшую в русской общественной мысли XV–XVII веков вокруг этого явления. По мнению Клибанова, русские мыслители в своих поисках стремились следовать идеям гуманизма, которые в свою очередь сложились под влиянием античности, попавшей на Русь путём переосмысления богословского наследия Византии.

## Отзывы
Религиовед Василий Арестов называет Клибанова «старейшиной советского сектантоведения» и считает его работы фундаментальными.
Религиовед Роман Лункин считает, что Клибанов оказал «значительное влияние на литературу, посвящённую евангельским церквям». Кроме того, он отмечает, что «в своих работах Клибанов раскрывал непрерывную логику развития русского сектантства от дореформенного (духоборов и молокан) до течений буржуазного типа, таких как баптизм и пятидесятничество».
Религиовед Татьяна Никольская считает Клибанова выдающимся религиоведом.
Доктор исторических наук Сергей Фирсов так охарактеризован изданный под редакцией А. И. Клибанова коллективная монография «Русское православие: вехи истории» (1989): «Автор трудов по истории религии и сектантства в России, А. И. Клибанов стремился к объективному изучению РПЦ, впрочем, понимая эту „объективность“ в марксистском ключе. Изданная под его редакцией (тиражом 200 тысяч экземпляров) книга представляла собой памятник именно советской исторической науке, относившейся к Церкви исключительно предвзято. <…> Наступали новые времена, требовалось отказаться от прежних схем, обратившись к подлинным документам и материалам, прежде всего архивным»

## Научные труды

### Диссертации
- Клибанов А. И. Меннонитская колонизация на юге России в XVIII-XIX вв .: Тезисы диссертации. — Л.: Издательство Академии наук СССР, 1935. — 5 с.

### Монографии
на русском языке
- Клибанов А. И. Реформационные движения в России в XIV — первой половине XVI в. / АН СССР. Ин-т истории; Отв. ред. Л. В. Черепнин. — М.: Издательство АН СССР, 1960. — 411 с. (Рец.: Горелов А. // Нева. 1961. 1. С. 209—210; Гудзий Н. К. // ИОЛЯ. 1961. Т. 20. Вып. 6. С. 527—530; Зимин А. А. // Византийский временник. 1962. Т. 21. С. 225—230; Казакова Н. А. // Вопросы истории. 1962, № 6. С. 140—145; Кириллов В. И. // Вопросы истории. 1965, № 3. С. 129; Корецкий В. // Наука и религия. 1961. № 5. С. 92-94; Синицына Е. // Вестник истории мировой культуры. 1961. № 6. С. 202—205. На фр. яз.; Хорошкевич А. Л. // История СССР. 1961. № 4. С. 199—203; Bakus О. Р. // AHR 1963. Vol. 68, № 4. Р. 1060—1062; Constantinescu A. // SRG. 1963. An 16, № 4. Р. 997—998; Kudlacek J. // НС. 1961. R. 9, № 4. S. 679—681; Meznik J. // ССН. 1961. R. 9, № 6. S. 899; Simm A. A. // DZ. 1963. Gg. 84, № 9. S. 743—745.)
- Клибанов А. И. История религиозного сектантства в России 60-е гг. XIX в. — 1917 г.. — М.: Наука, 1965. — 348 с. (Рец. Красовский Ю. // Вопросы научного атеизма. 1967. Вып. 3. С. 367—368; Маят Е. // ПС. 1966. № 2. С. 138—141; Митрохин Л. Н. // Вопросы философии. 1966. № 9. С. 150—154; Пищик Ю. // Наука и религия. 1970. № 11. С. 75-77.)
- Клибанов А. И., Митрохин Л. Н. Кризисные явления в современном баптизме / АН СССР. Ин-т истории. — М.: Знание, 1967. — 65 с. — (В помощь лектору).
- Клибанов А. И. Религиозное сектантство и современность: Социологические и исторические очерки. — М.: Наука, 1969. — 269 с. (Рец.: Власов Н. // Заря. 1970. 31 марта; Митрохин Л. Н. // Вопросы философии. 1971. № 3. С. 163—168; Пищик Ю. // Наука и религия. 1970. № 11. С. 75-77; Dunn E. // SR. 1971. № 2. Р. 406—407; Nahr Н. // ZG. 1971. Bg. 19. № 6. S. 838.)
- Клибанов А. И. Религиозное сектантство в прошлом и настоящем. — М.: Наука, 1973. — 256 с. — (Научно-атеистическая серия / АН СССР). (Рец. Викторов В. И. // Вопросы истории. 1976. № 6. С. 146—149; Денисов П. В. // История СССР. 1976. № 3. С. 181—183.)
- Клибанов А. И. Из мира религиозного сектантства: Встречи. Беседы. Наблюдения. — М.: Политиздат, 1974. — 255 с. (Рец.: Пузыревский М. // Брянский рабочий. 1975. 9 янв.)
- Клибанов А. И. Народная социальная утопия в России: период феодализма / АН СССР. Ин-т истории СССР. — М.: Наука, 1977. — 335 с. (Рец.: Буганов В. И. Народные истоки утопического социализма // Новый мир. 1979. № 12. С. 271—274; Викторов В. О народной социальной утопии // КО. 1979. 18 мая; Маят Е. // Вопросы философии. 1978. № 8. С. 176—177; Рындзюнский П. Г. // История СССР. 1979. № 1. С. 221—226; De Michelis С. // Protestantesimo. 1979. № 3. P. 179—180)
- Клибанов А. И. Народная социальная утопия в России: XIX век / АН СССР. Ин-т истории СССР. — М.: Наука, 1978. — 342 с. (Рец.: Баллер Э. А. // Науч. докл. высш. шк. Науч. коммунизм. 1980. № 1. С: 156—158; // Наука и человечество. М., 1980. С. 368—370.)
- Клибанов А. И., Митрохин Л. Н. Крещение Руси: история и современность. — М.: Знание, 1988. — 64 с. — (Новое в жизни, науке, технике. Науч. атеизм; Вып. 9). (Рец.: Крянев Ю., Павлова Т. Крещение Руси: факты и интерпретация // Коммунист. 1989. № 12. С. 124—127.)
- Клибанов А. И. Духовная культура средневековой Руси. — М., 1994.(издано посмертно)

на других языках
- Klibanov A. I. Storia delle sette religiose in Russia: Dagli anni 60 del XIV secolo a] 1917 / A cura di V. Zilli. — Firenze, 1980. — 633 p.
- Klibanov A. I. History of Religions Sectarianism in Russia (1860—1917) / Translated by E. Dunn Ed. by S. P. Dunn. — Oxford: Pergamon Press[англ.], 1980. — 450 p. (Рец.: Steeves P. // Religion in Communist Landes. 1983. Vol. IX. № 3. P. 349—350; Freeze G. Z. History of Religions Sectarianism in Russia by A. I. Klibanov // Russian Review. 1983. Vol. 42, № 3. P. 329.)
- Klibanov A. I. History of Religions Sectarianism in Russia (1860—1917) / Translated by E. Dunn Ed. by S. P. Dunn. — Oxford: Pergamon Press[англ.], 1980. — 450 p. (Рец.: Steeves P. // Religion in Communist Landes. 1983. Vol. IX. № 3. P. 349—350; Freeze G. Z. History of Religions Sectarianism in Russia by A. I. Klibanov // Russian Review. 1983. Vol. 42, № 3. P. 329.)
- Klibanov A. I. Spiritual Christian Communalists in 19th Century Russia / Translated by E. Dunn Ed. by S. P. Dunn. — Berkeley, 1990. — 300 p.

### Энциклопедии и словари
Философская энциклопедия
- Клибанов А. И. Башкин М. С. // Философская энциклопедия. — М.: Советская энциклопедия, 1960. — Т. 1. — С. 135.
- Клибанов А. И., Горянов Б. Т., Чалоян В. К. Византийская философия // Философская энциклопедия. — М.: Советская энциклопедия, 1960. — Т. 1. — С. 258.
- Клибанов А. И. Духоборы // Философская энциклопедия. — М.: Советская энциклопедия, 1962. — Т. 2. — С. 85—86.
- Клибанов А. И. Иван Чёрный // Философская энциклопедия. — М.: Советская энциклопедия, 1962. — Т. 2. — С. 194.
- Клибанов А. И. Ермолай-Еразм // Философская энциклопедия. — М.: Советская энциклопедия, 1962. — Т. 2. — С. 118.
- Клибанов А. И. Ереси // Философская энциклопедия. — М.: Советская энциклопедия, 1962. — Т. 2. — С. 115.
- Клибанов А. И. Ереси в России // Философская энциклопедия. — М.: Советская энциклопедия, 1962. — Т. 2. — С. 117—118.
- Клибанов А. И. Курицын Федор Васильевич // Философская энциклопедия. — М.: Советская энциклопедия, 1964. — Т. 3. — С. 126.
- Клибанов А. И. Максим Грек // Философская энциклопедия. — М.: Советская энциклопедия, 1964. — Т. 3. — С. 283.
- Клибанов А. И. Молокане // Философская энциклопедия. — М.: Советская энциклопедия, 1964. — Т. 3. — С. 487.
- Клибанов А. И. Нил Сорский // Философская энциклопедия. — М.: Советская энциклопедия, 1967. — Т. 4. — С. 73.
- Клибанов А. И. Пятидесятники // Философская энциклопедия. — М.: Советская энциклопедия, 1967. — Т. 4. — С. 435.
- Клибанов А. И. Сектантство // Философская энциклопедия. — М.: Советская энциклопедия, 1967. — Т. 4. — С. 574—575.

Советская историческая энциклопедия
- Клибанов А. И. Сектантство религиозное // Советская историческая энциклопедия. — 1969. — Т. 12 Репарации — Славяне. — С. 702—707. — 496 с.

Православие. Словарь атеиста
- Православие: словарь атеиста / Клибанов А. И. и др.: Под общ. ред. Н. С. Гордиенко. — М.: Политиздат. — 272 с.

### Статьи
на русском языке
- Клибанов А. И. Мысли Яна Гуса о воспитании // Советская педагогика. — 1944. — № 2—3. — С. 14—19.
- Клибанов А. И., Никитина П. А. Речь Багратиона перед вступлением в сражение // Енисей. Кн. 1. — 1944. — С. 119—125.
- Клибанов А. И. Боевой порядок у древних славян // ИЖ. Кн. 1-2. — 1945. — С. 74—81.
- Клибанов А. И. Сибирские письма И. И. Пущина // Енисей. Кн. 2. — 1945. — С. 135—154.
- Клибанов А. И. Военната организация на старите славяни // Ист. преглед. Кн. 2. — 1945.
- Клибанов А. И. «Написание о грамоте»: Опыт исслед. просвет.-реформ. памятника конца XV — половины XVI в. // ВИРА. Сб. 3. — 1955. — С. 325—379.
- Клибанов А. И. «Самобытийная ересь»: Из истории рус. свободомыслия конца XV — половины XVI в. // ВИРА. Сб. 4. — 1955. — С. 203—229.
- Клибанов А. И. К проблеме античного наследия в памятниках древнерусской письменности // ТОДРЛ. — 1957. — Т. XIII. — С. 158—181.
- Клибанов А. И. Происхождение религиозного сектантства в России // Наука и религия. — 1957. — № 3. — С. 371—392.
- Клибанов А. И. К изучению биографии и литературного наследия Максима Грека // Византийский временник. — 1958. — Т. 14. — С. 148-174.
- Клибанов А. И. К истории русской реформационной мысли: тверская «распря о рае» в середине XIV в. // ВИРА. Сб. 5. С.. — 1958. — С. 233-263.
- Клибанов А. И. Книги Ивана Черного (К характеристике мировоззрения новгородско-московских еретиков) // Исторические записки. — 1958. — Т. 62. — С. 198—244.
- Клибанов А. И. Свободомыслие в Твери в XIV—XV вв. // ВИРА. Сб. 6. — 1958. — С. 231—260.
- Клибанов А. И. У истоков русской гуманистической мысли: Ист. традиции идеи равенства народов и вер // Вестник истории мировой культуры. — 1958. — № 1. — С. 22—39.
- Клибанов А. И. У истоков русской гуманистической мысли: Ист. традиции идеи равенства народов и вер // Вестник истории мировой культуры. — 1958. — № 2. — С. 45—63.
- Клибанов А. И., Коган Ю. Я., Сурикова К. Б., Шейнман М. М. Краткий очерк общественно-политической и научной деятельности [В. Д. Бонч-Бруевича) // Владимир Дмитриевич Бонч-Бруевич: [1873-1955] / вступ. статья Г.И. Петровского; ["Краткий очерк обществ.-полит. и науч. деятельности" канд. ист. наук А. И. Клибанова, канд. философ. наук Ю. Я. Когана, К. Б. Суриковой, канд. ист. наук М. М. Шейнмана], библиогр. сост. Н. М. Нестерова и К. Б. Суриковой, Академия наук СССР. — М.: Изд-во Акад. наук СССР, 1958. — С. 13—27. — 122 с. — (Материалы к биобиблиографии ученых СССР ; вып. 5. Серия истории). — 1500 экз.
- Клибанов А. И. В. Д. Бонч-Бруевич и проблемы религиозно-общественных движений в России // Бонч-Бруевич В. Д. Избр. соч.. — М.: Изд-во АН СССР, 1959. — Т. 1. — С. 7—28. — 378 с.
- Клибанов А. И. Новые материалы о декабристах // Красноярский рабочий. — 21.03.1945.
- Клибанов А. И. Ереси на Руси // Малая советская энциклопедия / Глав. ред. Б. А. Введенский. — 3-е изд.. — Советская энциклопедия, 1959. — Т. 3: Горняцкий — Илосос. — С. 815—822. — 1274 с.
- Клибанов А. И. К изучению генезиса еретических движений в России // ВИРА. Сб. 7. — С. 186—217.
- Клибанов А. И. Повесть о Петре и Февронии как памятник русской общественной мысли // Исторические записки. — Т. 65. — С. 303—315.
- Клибанов А. И. У истоков русской гуманистической мысли XV—XVI: Идея приятия жизни в рус. обществ. мысли XV—XVI вв. // Вестник истории мировой культуры. — № 1. — С. 33—48.
- Клибанов А. И. О религиозном сектантстве // Наука и религия. — 1960. — № 10. — С. 27—31.
- Клибанов А. И. Реакционная сущность сектантства // Библиотекарь. — 1960. — № 11. — С. 42—45.
- Клибанов А. И. Сборник сочинений Ермолая-Еразма // ТОДРЛ. — 1960. — Т. XVI. — С. 178—207.
- Клибанов А. И. Современное сектантство в Тамбовской области: По материалам экспедиции Ин-та истории АН СССР в 1959 г. // ВИРА. Сб. 8. — 1960. — С. 59—100.
- Клибанов А. И. Беседа с постником И. В. Селянским // ВИРА. — 1960. — Вып. 9. — С. 222—243.
- Клибанов А. И. Материалы к характеристике современного сектантства в Тамбовской области // ВИРА. — 1961. — Вып. 9. — С. 212—243.
- Клибанов А. И. О религиозном сектантстве // Наука и религия. — 1961. — № 4. — С. 75—78.
- Клибанов А. И., Корецкий В. И. Послание Зиновия Отенского дьяку Я. В. Шишкину // ТОДРЛ. — 1961. — Т. XVII. — С. 201—224.
- Клибанов А. И. Сектантство в прошлом и настоящем // ВИРА. — 1961. — Вып. 9. — С. 9—34.
- Клибанов А. И. «Слово о лживых учителях» // Исследования и материалы по древнерусской литературе. — 1961. — С. 300—312.
- Клибанов А. И., Митрохин Л. Н. Коммунистическое воспитание и борьба против религиозного сектантства // Коммунист. — 1961. — № 2. — С. 60—71.
- Клибанов А. И. Современное сектантство в Липецкой области: По материалам экспедиций Ин-та истории АН СССР в 1960 г. // ВИРА. — 1960. — Вып. 10. — С. 157—185.
- Клибанов А. И. К характеристике новых явлений в русской общественной мысли второй половины XVII — начала XVIII в. // История СССР. — 1963. — № 6. — С. 85-103.
- Клибанов А. И. Повести А. М. Курбского об Августине Гиппонском // Атеистический ежегодник за 1962. — 1963. — С. 445-450.
- Клибанов А. И. Материалы о религиозном сектантстве в послеоктябрьский период в архиве В. Г. Черткова // Записки отдела рукописей Государственной библиотеки СССР имени В. И. Ленина. — 1966. — Вып. 28. — С. 44—95.
- Клибанов А. И., Митрохин, Л. Н. Раскол в современном баптизме // Вопросы научного атеизма. Вып. 3. / Редкол. А. Ф. Окулов (отв. ред.) и др.; Акад. обществ. наук ЦК КПСС. Ин-т научного атеизма. — М.: Мысль, 1967. — С. 84—110. — 391 с. — 22 000 экз.
- Кафенгауз Б. Б., Клибанов А. И., Павленко Н. И. Внутренняя политика правительства в 50–60-х годах XVIII в. // История СССР: С древнейших времен до наших дней. В 12 сер. В 12 т. 1-я сер.. — М.: Наука, 1967. — Т. 3. — С. 425—454.
- Клибанов А. Н., Павленко Н. И. Церковь и светская власть: в 50–60-х гг XVIII в. // История СССР: С древнейших времен до наших дней. В 12 сер. В 12 т. 1-я сер. — М.: Наука, 1967. — Т. 3. — С. 441-446.
- Клибанов А. Н. Научно-организационный и методический опыт конкретных исследований религиозности: По материалам центр. обл. РСФСР // Конкретные исследования современных религиозных верований. — М., 1967. — С. 5-35.
- Клибанов А. Н. 50 лет научного исследования религиозного сектантства // Вопросы научного атеизма. — 1967. — Вып. 4. — С. 349—394.
- Клибанов А. И., Митрохин Л. Н. Раскол в современном баптизме // Вопросы научного атеизма. — 1967. — С. 84-110.
- Клибанов А. И. Пятьдесят лет научного исследования религиозного сектантства // Вопросы научного атеизма. Вып. 4. Победы научно-атеистического мировоззрения в СССР за 50 лет / Акад. обществ. наук ЦК КПСС. Ин-т научного атеизма. — М.: Мысль, 1967. — С. 349—384. — 463 с. — 22 000 экз.
- Клибанов А. И. Михаил Михайлович Штранге (некролог) // Вопросы истории. — 1968. — № 9. — С. 216.
- Клибанов А. И. Верующий в современном мире: Размышления над страницами социол. исслед. [баптизма] // Наука и религия. — 1970. — № 11. — С. 70—74.
- Клибанов А. И. Выступление на обсуждении темы «Биография как историческое исследование» в редакции журнала «История СССР» // История СССР. — 1970. — № 4. — С. 235—236.
- Клибанов А. И. К характеристике мировоззрения Андрея Рублёва // Андрей Рублев и его эпоха. — М., 1971. — С. 62—102.
- Клибанов А. И. О методологии изучения религиозного сознания // Вопросы научного атеизма. Вып. 11. Психология и религия / Редкол. сб. А. Ф. Окулов (отв. ред.) и др.; Акад. обществ. наук при ЦК КПСС. Ин-т научного атеизма. — М.: Мысль, 1971. — С. 82—112. — 344 с. — 16 300 экз.
- Клибанов А. И. Проблема «смены» в современном баптизме: По материалам конкрет. — социол. исслед. // Молодежь и атеизм. — 1971. — С. 65—89.
- Клибанов А. И. Наследие, которое не стареет: [Рец. на кн.: Красиков П. А. Избранные атеистические произведения] // Наука и религия. — 1971. — № 8. — С. 88—89.
- Клибанов А. И. Византийское «Слово о старце» и русская публицистика XV в. // Феодальная Россия во всемирно-историческом процессе. — М., 1972. — С. 162—168.
- Клибанов А. И. Народная социальная утопия в России в XIX в. // Вопросы философии. — 1972. — № 11. — С. 108-121.
- Клибанов А. И. По тому же маршруту, 1959-1971: Из блокнота социолога / Исслед. состояния религиозности в Тамб. обл. // Наука и религия. — 1972. — № 3. — С. 52—55.
- Клибанов А. И. Братства не было: Встречи со скопцами // Наука и религия. — 1973. — № 8. — С. 15-20.
- Клибанов А. И. В бывшей духобории // Наука и религия. — 1973. — № 11. — С. 53—58.
- Клибанов А. И. На собрании у молокан-прыгунов // Наука и религия. — 1973. — № 12. — С. 50—53.
- Клибанов А. И. Первая находка // Наука и религия. — 1973. — № 6. — С. 35—38.
- Клибанов А. И. Протопоп Аввакум как культурно-историческое явление // История СССР. — 1973. — № 1. — С. 76—98.
- Клибанов А. И. Словарь религиозных сект // Критика религиозного сектантства: Опыт. изуч. религиоз. сектантства в 20-х — нач. 30-х гг. / Акад. обществ, наук при ЦК КПСС. Ин-т науч. атеизма; Общ. ред. и предисл. А. И. Клибанова. — М.: Мысль, 1974. — С. 249—261. — 263 с.
- Клибанов А. И. Из истории идейной жизни декабристов в сибирской ссылке // Проблемы истории общественной мысли и историографии: К 75-летию акад. М. В. Нечкиной. — М., 1975. — С. 52—60.
- Клибанов А. И. К характеристике идейных движений в среде государственных и удельных крестьян в первой трети XIX в. // Из истории экономической и общественной жизни России: К 90-летию акад. Н. М. Дружинина. — М.: 153—167, 1975.
- Клибанов А. И. «Правда» Фёдора Карпова // Общество и государство феодальной России. — М., 1975. — С. 141—150.
- Клибанов А. И. Из истории идейной жизни декабристов в сибирской ссылке // Проблемы общественной мысли и историографии. — М., 1976. — С. 52-60.
- Клибанов А. И. Встречи и переписка с Н. П. Сидоровым // Записки отдела рукописей Государственной библиотеки СССР имени В. И. Ленина. — 1977. — Вып. 38. — С. 224-235. (На с . 231—235: публ. писем Н. П. Сидорова к А. И. Клибанову)
- Клибанов А. И. Правда «земли» и «царства» Ивана Пересветова // Исторические записки. — 1977. — Т. 99. — С. 221—225.
- Клибанов А. И. Послание Кампанеллы московскому государю и православному духовенству // Восточная Европа в древности и средневековье. — М., 1978. — С. 355-361.
- Зимин А. А., Клибанов А. И., Щаров Я. Н., Щетинина Г. И. Русская культура и общественная мысль в советской историографии // Изучение отечественной истории в СССР между XXIV и XXV съездами КПСС. — М.. — Вып. 2. — С. 153—182.
- Клибанов А. И., Плечов Г. Н. Вместо введения // Проблемы религиозного синкретизма и развития атеизма в Чувашской АССР / Под общ. ред. А. И. Клибанова. — Чебоксары, 1978. — С. 3—5. — (Тр. НИИ яз., лит., истории и экономики при Совете Министров Чуваш. АССР. Вып. 86).
- Клибанов А. И. Теоретические проблемы исследования религиозного синкретизма // Проблемы религиозного синкретизма и развития атеизма в Чувашской АССР / Под общ. ред. А. И. Клибанова. — Чебоксары, 1978. — С. 6—29. — (Тр. НИИ яз., лит., истории и экономики при Совете Министров Чуваш. АССР. Вып. 86).
- Клибанов А. И. Десять веков русской истории // КО. — 1980. — № 24.
- Клибанов А. И. Неизвестные письма Н. А. Бестужева // Проблемы истории русского общественного движения и исторической науки. — М., 1980. — С. 40—47.
- Клибанов А. И. Проповедь классового примирения: Толстовцы в обществ.-полит. борьбе конца XIX — нач. XX в. // Наука и религия. — 1980. — № 1. — С. 29—32.
- Клибанов А. И. Александр Иванович Якубович: действительность и легенда // Исторические записки. — 1980. — Т. 106. — С. 205-270.
- Клибанов А. И. Письмо А. А. Блока к Р. С. Ельциной о Н. А. Клюеве / Публ. Н. В. Ельциной и А. И. Клибанова // ЛН. — 1980. — Т. 92. Кн. 2. — С. 229-231.
- Клибанов А. И. Высокие уроки // Исследования по истории и историографии феодализма: к 100-летию со дня рождения академика Б. Д. Грекова. — 1980. — С. 93—95.
- Клибанов А. И. К характеристике идейных исканий А. Блока // Вопросы научного атеизма. — 1980. — Вып. 30. — С. 216—224.
- Клибанов А. И. Некоторые идеологические формы социального протеста русского крестьянства // Россия на путях централизации. — М., 1980. — С. 239—250.
- Зимин А. А., Клибанов А. И., Щетинина Г. И. Русская культура и общественная мысль в советской историографии // Изучение отечественной истории в СССР между XXV и XXVI съездами КПСС. — М., 1980. — С. 490—537.
- Клибанов А. И. Русские реформационные движения первой трети XVII в. // Festschrift fur Fairy yon Lilienfeld. — Erlangen, 1980. — P. 182-218.
- Клибанов А. И. Воспоминания о Бонч-Бруевиче: К 110-летию со дня рождения // Наука и религия. — 1983. — № 11. — С. 18—22.
- Клибанов А. И. Из бесед с П. А. Красиковым // Наука и религия. — 1983. — № 10. — С. 23—25.
- Клибанов А. И. Из воспоминаний о В. Д. Бонч-Бруевиче: К 110-летию со дня рождения // Вопросы научного атеизма. — 1983. — Вып. 31. — С. 269—295.
- Клибанов А. И. Из воспоминаний о В. Д. Бонч-Бруевиче: К 110-летию со дня рождения // Записки отдела рукописей Государственной библиотеки СССР имени В. И. Ленина. — 1983. — С. 66—68.
- Клибанов А. И. К истории одной резолюции II съезда РСДРП: /О резолюции съезда «О работе среди сектантов» // Наука и религия. — 1983. — № 10. — С. 26—29.
- Клибанов А. И. Новгород открывает тайны // Советская культура. — 31.03.1984. — С. 6.
- Клибанов А. И. Мастера исторической науки // Отечественные историки XVIII—XX вв.. — М., 1984. — С. 5-8.
- Клибанов А. И. Ценные труды по истории католической церкви // Общественные науки. — 1984. — № 4. — С. 221—224.
- Клибанов А. И. К характеристике идейной стороны крестьянского побега в первой половине XIX в. // Социально-экономическое развитие России. — М., 1986. — С. 94—105.
- Клибанов А. И., Митрохин Л. Н. История и религия // Коммунист. — 1987. — № 12. — С. 91—98.
- Клибанов А. И., Митрохин Л. Н. Новые подходы к изучению религии // Религия в СССР. — М., 1987. — № 8.
- Клибанов А. И. Новые материалы о жизни и деятельности декабристов в Сибири: Переписка декабристов с Я. Д. Казимирским // Сибирские письма декабристов, 1838—1850 / Науч. ред., авт. предисл. А. И. Клибанов; Сост. и коммент. Т. С. Комаровой. — Красноярск: Красноярское книжное издательство, 1987. — С. 10—64. — 319 с.
- Клибанов А. И. У истоков русско-испанских взаимосвязей XV—XVI в. // Россия и Испания. — М., 1987. — С. 5—47.
- Клибанов А. И. У русско-испанских взаимосвязей (80-е гг. XV—XVI в.) // Вопросы истории. — 1987. — № 7. — С. 45—59.
- Клибанов А. И. Народные противоцерковные движения // Русское православие: вехи истории / Клибанов А. И. и др.; Науч. ред., гл. авт. кол., авт. вступ. ст. и послесл. А. И. Клибанов. — М.: Политиздат, 1988. — С. 516—562. — 719 с. (Рец.: Потапов А. Русское православие в контексте истории // Коммунист. № 14. С. 120—123.)
- Клибанов А. И., Митрохин Л. Н. Социализм и религия // Коммунист. — 1988. — № 4. — С. 115—123.
- Клибанов А. И., Митрохин Л. Н. Религия как предмет науки // Религии мира-87. — М.: Наука, 1989. — С. 5—34.
- Клибанов А. И. А. С. Лаппо-Данилёвский — историк и мыслитель // Лаппо-Данилевский А. С. История русской общественной мысли и культуры XVII—XVIII вв / Отв. ред. и авт. послесловия А. И. Клибанов. — М.: Наука, 1990. — С. 249—280. — 283 с.
- Клибанов А. И. Мировоззрение русского крестьянства XIV — перв. пол. XVII в. // История крестьянства в СССР. — М.: Наука, 1990. — Т. 2. — С. 312—333.

на других языках
- Klibanov A. I. Les mouvements hérétiques en Russie du XIIIе au XVIе sièecle // Cahiers du monde Russe et Soviètique. — Paris, 1962. — Vol. III, № 4. — P. 673-684.
- Klibanov A. I. Dissident Denominations in the Past and Today // Soviet Sociology. — 1965. — Vol. III, № 4. — P. 44—60.
- Klibanov A. I. Le problème de la souverainite de 1'homme dans les conceptions des hérétiques russes a la fin du 15' et au debut du 16е siècle // Hèrèsies et sociètès dan l'Europe prè-industrielle 11-18 siècles. — Paris, 1968. — P. 83—96.
- Klibanov A. I. Fifty Years of Scientific study of Religions Sectarianism // Soviet Sociology. — 1970. — Vol. VIII, № 3—4. — P. 239—278.
- Klibanov A. I. Sectarianism and Socialist Reconstruction of the Countryside // Soviet Sociology. — 1970. — Vol. VIII, № 3—4. — P. 383—411.
- Klibanov A. I. Problems in the Psychology of Religions Sectarianism // Soviet Sociology. — 1971. — Vol. IX, № 4. — P. 505—566.
- Klibanov A. I. In the World of Religions Sectarianism: At a meeting of prygun molocans // Soviet Sociology. — 1974. — Vol. III, № 3. — P. 80—93.
- Klibanov A. I. Rosciol prawoslawny sekciarstwo í walka klasowa w Rosje // Kwartalnik historyczny. — Warszawa, 1977. — Vol. IXXXV, № 4. — P. 945-960.

### Научная редакция
- Подгот. А. И. Клибанов. Приложение. Источники по истории новгород.-моск. ереси конца XV — нач. XVI в. № 8. Приписка Ивана Черного к Еллинскому летописцу; № 9. Пермские глоссы. № 10. Сочинение против монашества // Казакова Н. А., Лурье Я. С. Антифеодальные еретические движения на Руси XIV — нач. XVII в.. — М.; Л.: Изд-во АН СССР, 1955. — С. 277-305. — 544 с.
- Коган Ю. Я. Просветитель XVIII в. Я. П. Козельский / АН СССР. Ин-т истории; Отв. ред. А. И. Клибанов. — М.: Изд-во Акад. наук СССР, 1958. — 188 с.
- Современное сектантство и его преодоление: По материалам экспедиции в Тамбов, обл. в 1959 г. / Отв. ред. А. И. Клибанов. — М.: Изд-во АН СССР, 1961. — 314 с. — (ВИРА. Сб. 9).
- Грекулов Е. Ф. Православная церковь — враг просвещения / Отв. ред. А. И. Клибанов. — М.: Изд-во АН СССР, 1962. — 192 с. — (Науч.-популяр. сер. / АН СССР).
- Грекулов Е. Ф. Православная инквизиция в России / Отв ред. А. И. Клибанов. — М.: Наука, 1964. — 168 с. — (Науч.-атеист. сер. / АН СССР).
- Конкретные исследования современных религиозных верований: Методика, орг., результаты / Акад. Обществ. наук при ЦК КПСС, Ин-т науч. атеизма; Отв. ред. А. И. Клибанов. — М.: Мысль, 1967. — 244 с.
- Герцен А. И. О социализме: Избр. тр. / Редкол.: А. И. Клибанов и др.. — М.: Наука, 1974. — 695 с. — (Предшественники науч. социализма / АН СССР).
- Носова Г. А. Язычество в православии / Отв. ред. А. И. Клибанов. — М.: Наука. — 150 с.
- Демьянов А. И. Истинно православное христианство / Науч. ред. А. И. Клибанов. — Воронеж: Изд-во Воронежского ун-та, 1977. — 151 с.
- Белов А. В. Секты, сектантство, сектанты / Отв. ред. А. И. Кливанов. — М.: Наука, 1978. — 151 с. — (Науч.-атеист. сер. /АН СССР).
- Мор Т. Утопия / Редкол.: А. И. Клибанов и др. — М.: Наука, 1978. — (Предшественники науч. социализма).
- Пушкарёв Л. Н. Общественно-политическая мысль России: Очерки истории / Отв. ред. А. И. Клибанов. — М.: Наука, 1980. — 287 с.
- Курмачёва М. Д. Крепостная интеллигенция России: Вторая половина XVIII — нач. XIX в. / Отв. ред. А. И. Клибанов. — М.: Наука, 1983. — 352 с.
- Проблемы общественно-политического развития и классовой борьбы в России XVII—XVIII вв.: Сб. статей / АН СССР. Ин-т истории СССР; Редкол.: А. И. Клибанов и др.. — М.: Наука, 1983. — 184 с.
- Зырянов П. Н. Православная церковь в борьбе с революцией 1905-1907 гг. / Отв. ред. А. И. Клибанов. — М.: Наука, 1984. — 224 с.
- Богословский М. М. Историография, мемуаристика, эпистолярия: Науч. наследие / Отв. ред. А. И. Клибанов. — М.: Наука, 1987. — 216 с.
- Церковь, общество и государство феодальной России / Отв. редактор, авт. предисловия А. И. Клибанов. — М.: Наука, 1990.

### Рецензии
- Клибанов А. И. Рец. на кн. Сочинения И. Пересветова. М.; Л., 1956 // История СССР. — № 3. — С. 204—208.
- Клибанов А. И. Рец. на кн. Зимин А. А. И. С. Пересветов и его современники // Вестник истории мировой культуры. — 1958. — № 5. — С. 194—197. На фр. яз.
- Клибанов А. И. Нужное и интересное издание: Рец. на кн.: Крывелев И. А. Книга о Библии. М., 1958 // Коммунист. — 1958. — № 18. — С. 120—122.
- Клибанов А. И. Рец. на кн. У истоков русского книгопечатания. М., 1959 // История СССР. — 1960. — № 1. — С. 199—203.
- Клибанов А. И. Кто такие адвентисты? [Рец. на кн.: Бартошевич Э., Борисоглебский Е. Они ждут конца мира. М., 1964] // Наука и религия. — 1964. — № 6. — С. 95—96.
- Клибанов А. И. Рец. на кн. Янин В. Л. Я послал тебе бересту. М., 1975 // История СССР. — 1977. — № 3. — С. 187—189.
- Клибанов А. И., Бакланова-Швейковская Е. Н. Рец. на кн.: Очерки русской культуры XVII века. М., 1979 // История СССР. — 1980. — № 2. — С. 173—180.
- Клибанов А. И. Рец. на кн.: Ключевский В. О. Неопубликованные произведения. М., 1983 // Вопросы истории. — 1984. — № 10. — С. 130—133.

## Публицистика

### Книги
- Клибанов А. И. Классовое лицо современного сектантства. — Л.: Прибой, 1928. — 104 с.
- Клибанов А. И. Комсомол на фронте безбожия: Как вести комсомолу антирелигиозную пропаганду. — Л.: Прибой, 1930. — 80 с.
- Клибанов А. И. Классовое лицо современного сектантства. — 2-е изд., испр. и доп. — Л.: Прибой, 1930. — 87 с.
- Клибанов А. И. (Клинов Ал.). О бессмертии души. — Л.: Прибой, 1930. — 79 с.
- Спутник безбожника по Ленинграду / А. Клибанов и др.; Сост. И. Я. Элиашевич. — Л.: Прибой. — 71 с.
- Клибанов А. И. Адвентисты. — Л.: Прибой. — 32 с. — (Против сектантства).
- Клибанов А. И. Меннониты. — М.; Л.: ОГИЗ, Московский рабочий, 1931. — 110 с.
- Клибанов А. И. XIV годовщина Октябрьской революции и отмирание религии в СССР: Материалы для докладчиков и беседчиков. — Л.: Прибой, 1931. — 20 с.

### Статьи
- Клибанов А. И. Несколько моментов из истории адвентизма // Антирелигиозник. — 1930. — № 10. — С. 45-51.
- Клибанов А. И. Классовая роль меннонитства // Воинствующий атеизм. — № 7. — С. 99-114.
- Клибанов А. И. Кто такой Дей Иванович Мазаев // Безбожник. — 1931. — № 49.
- Клибанов А. И. Владимир Дмитриевич Бонч-Бруевич: Некролог // Правда. — 16.07.1955.
- Клибанов А. И., Лялина Г. Крестьянский делегат у В. И. Ленина // ПС. — 1965. — № 6. — С. 113—115.
- Клибанов А. И. Отчизны верные сыны: /К 150-летию восстания декабристов // Сельская жизнь. — 26.12.1975.
- Клибанов А. И. О богах «истинных» и «ложных»: Для верующих и неверующих // Сельская жизнь. — 23.06.1976.
- Клибанов А. И. «О светло светлая и красно украшенная земля Русская!»: К 600-летию Кулик. битвы // Новый мир. — 1980. — № 9. — С. 175—184.
- Клибанов А. И. Памяти Ладо Гудиашвили // Литературная Грузия. — 1980. — № 4. — С. 203—210.
- Клибанов А. И. Световният мощаб на българското богомилство // Отечественый фронт. — 16.01.1980. — С. 6.
- Клибанов А. И. Письмо Оксане Пендерецкой // Пионерская правда. — 1980. — № 74.
- Клибанов А. И. В двадцатые годы: Воспоминания // Наука и религия. — 1985. — № 11. — С. 29-34.
- Клибанов А. И. В двадцатые годы: Воспоминания // Наука и религия. — 1985. — № 12. — С. 15—18.
- Клибанов А. И. Времена меняются и мы — с ними // Дружба народов. — 1988. — № 6. — С. 210—219.
- Клибанов А. И. Какое впереди тысячелетие? // Собеседник. — 1988. — № 17. — С. 12—13.
- Клибанов А. И. Кулаками правду не доказать // Пионерская правда. — 04.03.1988.
- Клибанов А. И. Право выбирать самому // Пионерская правда. — 11.03.1988.
- Клибанов А. И. Что мы знаем о религии, атеизме и церкви и как мы должны относиться к ним сегодня // Пионерская правда. — 16.03.1988.

## Интервью
- Поракишвили З. И. Исследование продолжается: /Интервью кор. газ. «Голос Родины» с // Голос Родины. — 1977. — № 46. — С. 12.
- Интервью, данное ред. «Советского славяноведения» // Советское славяноведение. — 1988. — № 6. — С. 5—7.

## Архивные фонды
- Архив Российской Академии Наук — Фонд № 1908.
- Отдел рукописей Российской государственной библиотеки — Фонд № 648.